# Parasteatoda culicivora
Parasteatoda culicivora là một loài nhện trong họ Theridiidae.
Loài này thuộc chi Parasteatoda. Parasteatoda culicivora được Friedrich Wilhelm Bösenberg & Embrik Strand miêu tả năm 1906.